# Томас Петру
Томас Петру - американська знаменитість в Інтернеті та підприємець, відомий своїми каналами TikTok та YouTube. Петру є засновником The Hype House, групи творців Інтернет-контенту та особняка в голлівудсько-іспанському стилі, в якому вони проживають разом.   Томас також недовго проживав у будинку "Команди 10", перш ніж був звільнений з невідомих причин у серпні 2019 року.  Станом на грудень 2020 року Петру зібрав понад 1,90 мільйона підписників на YouTube  та 7,9 мільйона підписників на TikTok. 

## Кар'єра
Томас Петру з'явився у YouTube в 2015 році. В травні 2019 року приєднався до "Команди 10", перш ніж оголосив, що його було звільнено через три місяці "без причини".   Через сім місяців після закінчення роботи в "Команді 10" він заснував The Hype House, колектив творців, які живуть у великому будинку в Лос-Анджелесі та створюють контент разом з Алексом Уорреном, Кувром Енноном, Дейзі Кіч та Чейзом Хадсоном. .  У березні 2020 року Дейзі Кіч покинула The Hype House і заявила, що відчуває, ніби з нею не рахуються при ухваленні важливих рішень щодо групи, перш ніж подати до суду на Петру та іншого члена-засновника Хадсона.   У травні 2020 року виникла суперечка між Брайс Холом, членом іншого колективу творців Інтернет-контенту під назвою Sway House, та Петру.  Холл звинуватив Петру у крадіжці грошей у членів The Hype House і поганому поводженні з його особистими фінансовими ресурсами.   Після того, як Петру надіслав повідомлення Холу, пропонуючи їм вирішити свої проблеми в подкасті Хола, Холл оприлюднив скріншот цих повідомлень. У відповідь Петру розмістив більше їхніх онлайн-взаємодій, щоб надати контекст ситуації.  